# Ключ 48
Ключ 48 (трад. и упр. 工) — ключ Канси со значением «работа»; один из 34, состоящих из трёх штрихов.
В словаре Канси всего 17 символов (из 49 030), которые можно найти c этим радикалом.

## История
Древняя идеограмма имеет несколько вариантов толкований:
- Две горизонтальные черты — это два уровня, вертикальная черта — специальный строительный отвес для точности измерения. Все вместе обозначает «работу».
- По другой версии, две горизонтальные черты — земля и небо. Вертикальная — человек. То есть предназначение человека между землей и небом состоит в совершении какой-либо деятельности или «работы».

В современном языке иероглиф имеет значения: «труд, строительство, ремесло, мастерство» и др.
В качестве ключевого знака иероглиф используется редко.

Вид в Цзиньвэнь
Вид в Цзягувэнь
Вид в Цзянбо
Вид в большой печати Чжуаньшу
Вид в малой печати Чжуаньшу

В словарях находится под номером 48.

## Значение
1. Люди, занятые каким-либо трудом.
2. Работа.
3. Труд, строительство, ремесло, мастерство.

## Варианты прочтения
- кит. 工, пиньинь gōng, гон.
- яп. こう, kou, коу.
- кор. 장인 jang'in, джанъин?, 공 gong, гонъ?.

## Примеры иероглифов
| Доп. штрихи | Иероглифы |
| ----------- | --------- |
| 0           | 工        |
| 1           | 㠪        |
| 2           | 左 巧 巨  |
| 3           | 巩 巪     |
| 4           | 巫        |
| 6           | 巬 巭     |
| 7           | 差 㠫 㠬  |
| 9           | 巯 㠭 𢀥  |
| 10          | 巰 𢀦 𢀧  |
| 12          | 㠮 𢀫 𢀨  |
| 13          | 𢀬        |
| 14          | 𢀭        |
| 15          | 𢀮        |
| 18          | 𢀱 𢀲     |

- Примечание: Ваш браузер может отображать иероглифы неправильно.